# Herbert Werner
Herbert A. Werner (13 de mayo de 1920 – 6 de abril de 2013) fue un oficial capitán de submarinos alemán durante la II Guerra Mundial. Herbert sirvió en cinco U-boot y sobrevivió al hundimiento del U-612 en el Mar Báltico y a la pérdida del U-415 en el puerto de Brest siendo uno de los pocos capitanes de U-boot que sobrevivieron a la guerra. Acabada esta Werner residió en Estados Unidos y se convirtió en ciudadano americano. Allí escribió el súper-ventas "Iron Coffins" (Titulado en español ataúdes de acero) donde relata su época en la guerra a bordo de los U-boot. Murió en Florida a los 92 años.

## Biografía
Herbert Werner nació en Friburgo de Brisgovia en 1920. En 1939 se enroló en la armada como cadete llegando a Fähnrich zur See, oficial de bajo rango. En abril de 1941 fue destinado como oficial al U-557 bajo las órdenes del capitán Ottokar Paulshen. En este periodo realizó tres patrullas de guerra y se vio envuelto en varios enfrentamientos tomando parte en el hundimiento de cinco barcos mercantes.
Werner fue ascendido y enviado a la escuela de U-Boot para su adiestramiento antes de unirse como primer oficial al U-612 en abril de 1942 bajo las órdenes de Paul Siegmann. El U-612 se perdió durante unas prácticas al chocar con otro submarino en agosto de 1942 pero la mayoría de la tripulación se salvó habiendo únicamente dos bajas. La tripulación fue entonces transferida en bloque al U-230. En esta nave Werner realizó cuatro patrullas hasta diciembre de 1943 cuando de nuevo fue ascendido y enviado al escuela de comandantes.
En abril de 1944 se le asignó el mando del U-415 pero solo realizó dos intentos de salida antes de hundirse a la salida del puerto al detonar un mina. Tras esto a Werner se le asignó el mando del U-953 marchando a Noruega desde donde realizó una última patrulla infructuosa antes de la rendición alemana en mayo de 1945. Fue entonces hecho prisionero y tras varios intentos de fuga y pasar por varios campos de prisioneros consiguió llegar a Alemania en octubre de 1945.
Werner se trasladó en 1957 a Estados Unidos donde, en 1969, publicó sus memorias en un libro titulado Iron Coffins (ataúdes de acero su título en español) y donde cuenta sus experiencias durante la guerra, el funcionamiento de los U-boot y sus duras condiciones de vida. 
Werner falleció el 4 o 6 de abril de 2013 en Vero Beach, Florida.